# Слепино
Сле́пино — деревня в Сабском сельском поселении Волосовского района Ленинградской области.

## История
Впервые упоминается в Писцовой книге Водской пятины 1500 года как деревня Слипино на реце на Врудице в Ястребинском Никольском погосте Копорского уезда.
На карте Ингерманландии А. И. Бергенгейма, составленной по шведским материалам 1676 года, она обозначена как деревня Slepina.
На шведской «Генеральной карте провинции Ингерманландии» 1704 года — также как Slepina.
Как деревня Слепина она обозначена на «Географическом чертеже Ижорской земли» Адриана Шонбека 1705 года.
Деревня Слепино упомянута на карте Ингерманландии А. Ростовцева 1727 года.
На карте Санкт-Петербургской губернии Ф. Ф. Шуберта 1834 года упоминается как деревня Слепина, состоящая из 23 крестьянских дворов.

СЛЕПИНО — деревня принадлежит братьям Сахаровым, число жителей по ревизии: 76 м. п., 76 ж. п. (1838 год)

Согласно 9-й ревизии 1850 года деревня Слепино принадлежала помещику Владимиру Михайловичу Римскому-Корсакову.
На карте профессора С. С. Куторги 1852 года обозначена деревня Слепина из 23 дворов.

СЛЕПИНО — деревня ротмистра Сахарова, 10 вёрст по почтовой, а остальное по просёлочной дороге, число дворов — 21, число душ — 84 м. п. (1856 год)

СЛЕПИНО — деревня владельческая при реке Вруде, по 2-й Самерской дороге, число дворов — 25, число жителей: 108 м. п., 128 ж. п. (1862 год)

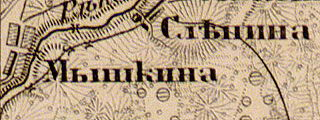
Деревня Слепино на карте 1863 года

Согласно карте из «Исторического атласа Санкт-Петербургской Губернии» 1863 года, деревня называлась Слепина.
В 1864 году временнообязанные крестьяне деревни выкупили свои земельные наделы у А. И. Сахарова и стали собственниками земли.
В 1866—1867 годах крестьяне выкупили свои наделы у В. М. Римского-Корсакова.
Согласно данным 1867 года в деревне находилось волостное правление Редькинской волости, волостным старшиной был крестьянин-собственник деревни Устье Гр. И. Иванов.
В состав Редькинской волости входили деревни: «Большие Хотняжи, Волна, Вязок, Вязь, Глубокая, Гонкова, Гостятина, Извоз, Лемовжа, Мазанная Горка, Максимовская, Малые Хотняжи, Мышкина, Пелеши, Подледье, Пустошки, Сабек, Слепина, Старица, Сторонье, Твердять, Устье, Язвище».
В 1870—1871 годах прошёл выкуп наделов у барона Н. Н. Мельницкого.
Сборник Центрального статистического комитета описывал её так:

СЛЕПИНА — деревня бывшая владельческая при реке Вруде, дворов — 36, жителей — 185; 

Волостное правление, церковь православная, 2 часовни, лавка, постоялый двор, ярмарка 1 августа. (1885 год)

В конце XIX — начале XX века деревня административно относилась к Редкинской волости 1-го стана Ямбургского уезда Санкт-Петербургской губернии.
С 1917 по 1924 год деревня Слепино входила в состав Слепино-Максимского сельсовета Редкинской волости Кингисеппского уезда.
С 1924 года в составе Слепинского сельсовета.
Согласно данным переписи населения СССР 1926 года в деревне Слепино проживали 179 человек, все русские.
С февраля 1927 года в составе Молосковицкой волости. С августа 1927 года в составе Молосковицкого района.
В 1928 году население деревни Слепино составляло 181 человек.
С 1931 года в составе Волосовского района.
По данным 1933 года деревня Слепино являлась административным центром Слепинского сельсовета Волосовского района, в который входили 10 населённых пунктов: деревни Большая Александровка, Большие Пелеши, Вязок, Максимовка, Слепино, Язвище; посёлки Вруда, Красный Выселок, Мышкино, Редкино, общей численностью населения 1524 человек.
По данным 1936 года в состав Слепинского сельсовета входили 10 населённых пунктов, 305 хозяйств и 4 колхоза, административным центром сельсовета было село Хотнежа.

Деревня Слепино на карте 1940 года

Согласно топографической карте РККА 1940 года деревня насчитывала 51 двор. В деревне была школа.
Деревня была освобождена от немецко-фашистских оккупантов 27 января 1944 года.
С 1954 года в составе Волновского сельсовета.
С 1963 года в составе Кингисеппского района.
С 1965 года вновь в составе Волосовского района. В 1965 году население деревни Слепино составляло 75 человек.
По данным 1966 года деревня Слепино также находилась в составе Волновского сельсовета.
По данным 1973 и 1990 годов деревня Слепино входила в состав Сабского сельсовета Волосовского района.
В 1997 году в деревне Слепино проживали 27 человек, деревня относилась к Сабской волости, в 2002 году — 25 человек (русские — 92 %), в 2007 году — 30, в 2010 году — 25 человек.

## География
Деревня расположена в юго-западной части района на автодороге 41А-186 (Толмачёво — автодорога «Нарва»).
Расстояние до административного центра поселения — 7 км.
Расстояние до ближайшей железнодорожной станции Молосковицы — 33 км.
Деревня находится на левом берегу реки Вруда.

## Демография
| 1838 | 1862 | 1885 | 1997 | 2002 | 2007 | 2010 |
| ---- | ---- | ---- | ---- | ---- | ---- | ---- |
| 152  | ↗236 | ↘185 | ↘27  | ↘25  | ↗30  | ↘25  |
| 2014 | 2017 |      |      |      |      |      |
| ↘14  | →14  |      |      |      |      |      |

### Национальный состав
Согласно данным Всероссийской переписи населения 2021 года в деревне проживали 16 человек, все русские.